# Schepsdorf-Lohne
Schepsdorf-Lohne war eine Gemeinde im ehemaligen niedersächsischen Landkreis Lingen.

## Gemeindegliederung
Zur Gemeinde Schepsdorf-Lohne gehörten die Orte Schepsdorf, Lohne, Nordlohne, Lohnerbruch, Rheitlage und Herzford.

## Geschichte
Die Gemeinde Schepsdorf-Lohne wurde am 1. März 1974 aufgelöst:
Der Orte Schepsdorf (damals mehr als 1000 Einwohner) wurde in die Stadt Lingen (Ems) eingegliedert.
Die Orte Herzford, Lohne, Lohnerbruch, Nordlohne und Rheitlage (damals zusammen mehr als 3000 Einwohner) wurden mit den Gemeinden Schwartenpohl und Wachendorf in die Gemeinde Wietmarschen eingegliedert, die ursprünglich zum Landkreis Grafschaft Bentheim gehörte. Die neue Gemeinde Wietmarschen wurde zunächst Bestandteil des Landkreises Lingen, bis dieser am 1. August 1977 im neu gegründeten Landkreis Emsland aufging und die neue Gemeinde Wietmarschen in den Landkreis Grafschaft Bentheim eingegliedert wurde. Am 1. Juli 1978 wurden Herzford und Rheitlage (gemeinsam mit Wachendorf) in die Stadt Lingen (Ems) eingegliedert.

## Einwohnerentwicklung
| Jahr | Einwohner |
| ---- | --------- |
| 1880 | 1069      |
| 1900 | 1264      |
| 1925 | 1730      |
| 1933 | 2022      |
| 1939 | 2131      |
| 1950 | 2820      |
| 1961 | 3532*     |
| 1970 | 4574**    |

* Schepsdorf: 922, Lohne und Nordlohne: 2610

** Schepsdorf: 1194, Lohne und Nordlohne: 3380